# Ohio Open
Het Ohio Open is een jaarlijks golftoernooi in de Verenigde Staten en maakte deel uit van de Amerikaanse PGA Tour, in de jaren 1920 en 1930. Het toernooi vindt telkens plaats op verschillende golfbanen in de staat Ohio en wordt georganiseerd door de "Northern Ohio Golf Association".

## Winnaars
| - 1924: Emmet French (PGA Tour) - 1925: Larry Nabholtz (PGA Tour) - 1926: Albert Alcroft (PGA Tour) - 1927: Albert Alcroft (PGA Tour) - 1928: Jack Thompson (PGA Tour) - 1929: Denny Shute (PGA Tour) - 1930: Denny Shute (PGA Tour) - 1931: Denny Shute (PGA Tour) - 1932: Al Espinosa (PGA Tour) - 1933: Al Espinosa (PGA Tour) - 1934: Lloyd Gullickson - 1935: Ted Luther - 1936: Al Espinosa - 1937: Philip Perkins - 1938: Billy Burke - 1939: Billy Burke - 1940: Byron Nelson - 1941: Byron Nelson - 1942: Byron Nelson - 1943 Geen toernooi - 1944: Maurice McCarthy (amateur) - 1945: Billy Burke - 1946: John Krisko - 1947: Al Marchi - 1948: Frank Stranahan (amateur) - 1949: Herman Keiser - 1950: Denny Shute - 1951: Herman Keiser - 1952: Frank Gelhot - 1953: Dick Shoemaker | - 1954: Dick Shoemaker - 1955: Billy Burke - 1956: Jack Nicklaus (amateur) - 1957: Ed Griffiths - 1958: Bob Shave (amateur) - 1959: Lee Raymond - 1960: Frank Stranahan - 1961: Frank Stranahan - 1962: Bob Shave - 1963: Bob Shave - 1964: Don Stickney - 1965: Tom Weiskopf - 1966: Frank Boynton - 1967: Frank Boynton - 1968: Frank Wharton - 1969: Cliff Cook - 1970: Bob Wynn - 1971: Bob Wynn - 1972: Bob Wynn - 1973: Dick Plummer - 1974: Deon Good - 1975: Todd Crandall - 1976: Martin Roesink - 1977: Gene Ferrell - 1978: Bob Lewis (amateur) - 1979: Gary Trivisonno - 1980: Jim Logue - 1981: Kim Boehlke - 1982: Walter Cerrato - 1983: Gene Boni | - 1984: Roy Hobson - 1985: Mitch Camp - 1986: Gary Robison - 1987: Joe Kruczek - 1988: Don Padgett II - 1989: Tony Mollica - 1990: Bruce Soulsby - 1991: Jack Ferenz - 1992: Chris Smith - 1993: Mitch Camp - 1994: Chris Smith - 1995: Ivan Smith - 1996: Dennis Miller - 1997: Nevin Sutcliffe - 1998: Chris Black - 1999: Rob Moss - 2000: Ken Tanigawa - 2001: Rob Moss - 2002: Bob Sowards - 2003: Ryan Dennis - 2004: Bob Sowards - 2005: Rob Moss - 2006: Danny Sahl - 2007: Eric Frishette - 2008: Tyler Riley - 2009: Vaughn Snyder - 2010: Bob Sowards - 2011: Mike Emery - 2012: Justin Lower - 2013: Colin Biles |